# Majesty of the Seas
Majesty of the Seas (укр. Величність морів) — круїзне судно класу Sovereign, що перебуває у власності компанії «Royal Caribbean Cruises Ltd.» та експлуатується оператором «Royal Caribbean International». Ходить під прапором Багамських островів із портом приписки в Нассау.

## Історія судна
Судно було закладене 6 грудня 1988 року на верфі «Chantiers de l’Atlantique» у Сен-Назері, Франція. Спуск на воду відбувся 25 жовтня 1991 року. 26 березня 1992 року судно здано в експлуатацію та передано на службу флоту компанії-замовника. 4 квітня того ж року здійснило перший рейс. Протягом 1992—2005 років лайнер ходив під норвезьким прапором із портом приписки в Осло. У 2007 році судно пройшло капітальний ремонт, в результаті якого змінило ряд технічних параметрів.
Хрещеною мамою лайнера стала королева Норвегії Соня. Перший рейс здійснений 4 квітня 1992 року з Осло по узбережжю Скандинавії. З часу введення в експлуатацію судно здійснило круїзи у Скандинавії та Карибському морі. За цими ж маршрутами працює і нині.